# 張祚
張 祚（ちょう そ）は、五胡十六国時代の前涼の第7代君主。字は太伯。小字は螽斯。第4代君主張駿の庶長子。

## 生涯

### 父・弟の時代
博学・雄武にして政事の才能があったが、本性は腹黒く、その性格は狡猾であり、周囲にはお世辞を使って善人のように振る舞っていたという。
建興33年（345年）、父の張駿より延興郡太守に任じられ、長寧侯に封じられた。
建興34年（346年）5月、張駿がこの世を去ると、異母弟の張重華が後を継いだ。張祚の方が年長ではあったが、庶子であったので後を継ぐことは出来なかった。
張重華の時代には西河相に任じられた。
建興41年（353年）10月、張重華は病を患うようになると、当時まだ10歳であった子の張耀霊を世子に立てた。この時、張祚は密かに国権を掌握しようと目論んでおり、張重華の寵臣であった趙長・尉緝らと結託し、異性兄弟となった。都尉常據は張祚の存在を危険視して朝廷の外へ出すよう勧めたが、張重華は「我は祚には周公の如く幼子を輔けて欲しいと考えているのに、君はどうしてそのような事を言うのか！」と激怒した。酒泉郡太守謝艾もまた上疎して「長寧侯祚と趙長らはまさに乱を為すでしょう。これを放逐すべきです」と述べたが、聞き入れられなかった。ただその一方、張重華は張祚の誅殺を考えていたとも記載されている。

### 位を簒奪
11月、張重華の病はさらに篤くなると、謝艾に後事を託そうと思い、衛将軍・監中外諸軍事に任じて張耀霊の輔政を命じる勅書を自ら書いたが、張祚は趙長と共に暗躍し、この勅書を秘匿して発表しなかった。間もなく張重華がこの世を去ると、張耀霊が後を継いだ。趙長らは張重華の遺詔を捏造し、張祚を使持節・都督中外諸軍事・撫軍大将軍に任じ、張耀霊の輔政を委ねた。
12月、趙長らは建議して「時難は未だ平らげられておらず、年長の主君を立てるべきです。耀霊は沖幼であり、どうか長寧侯祚を立てていただきますよう」と陳述した。張祚は事前に張重華の母である馬氏にこの事を伝えており、馬氏は張祚を寵愛していたので、これを認めた。これにより、張耀霊は廃されて涼寧侯に降格となり、幽閉される事となった。張祚は大都督・大将軍・護羌校尉・涼州牧・涼公を称し、その位を簒奪した。
張祚は即位して以降、淫暴となって道徳にも従わなくなった。張重華の妻である裴氏とは肉体関係を結び、さらに閤内にいる媵・妾や、張駿・張重華の子女で嫁いでいない者を尽く犯した。国の人は互いに目を見合わせて不満を示し、『牆茨の詩』を著して遠回しにその振る舞いを非難した。

### 王位に即く
建興42年（354年）1月、尉緝・趙長らの勧めに従い、謙光殿において王位に即いた。宗廟を立て、八佾の舞を行い、百官を配置し、年号を建興42年から和平元年と改元し、天地を祀り、天子の礼楽を用いた。また、書を下して「昔、金行（晋王朝を指す）は失御した事により、凶暴横行なる戎狄が中華の地を乱し、胡・羯・氐・羌が璽を狙うことになった。我が武公（張軌）はその神武によって乱を平らげ、西夏の地を安寧に導き、勤王に貢献して1日たりとも絶やす事はなかった。四祖はみなその光を受け継ぎ、忠誠はいよいよ著しいものがあった。我らがかねてより晋から禅譲を受けていた事は天下の知るところであるが、謙譲を続けて今に至るまで40年になる。今、中原の地は乱れて華裔には主がなく、公卿はみな九州の希望が帰するところがない事から、天神・地祇の嶽を侮っている。故に必要に迫られて我が大統を代行する事となり、四海の心を一つにする事となった。やむを得ずしてこれを受け、群議に従うよう勉めよう。二京（洛陽・長安）の穢れを払う時を待ち、周魏を清めた後に帝を旧都に迎え入れ、罪を天闕に謝罪するつもりだ。万民の事を思い、この時より新しく始めよう」と述べた。
死罪以下に大赦を下し、寡婦には帛を下賜し、文武百官には爵一級を加えた。曾祖父の張軌を武王と追諡し、祖父の張寔を昭王と追諡し、叔祖父の張茂を成王と追諡し、父の張駿を文王と追諡し、弟の張重華を明王と追諡した。妻の辛氏を王后に立て、同じく妻の叱干氏もまた王后に立て、弟の張天錫を長寧侯に封じ、子の張泰和を太子に立て、張庭堅を建康侯に封じ、張耀霊の弟である張玄靚を涼武侯に封じた。また、裴氏を殺害し、功臣である謝艾もまた殺害した。さらに、敦煌郡を商州と改めた。
尚書馬岌は王位に即く事に反対して固く諫めると、張祚は彼を処罰して罷免した。さらに郎中丁其は「我々は武公（張軌）以来、50年余りに渡って臣下としての節を守り、謙譲を維持し続けてきました。故に1州の軍のみで挙世の虜を阻み、連年に渡って争い続けましが、民は疲れを口にしませんでした。殿下の勲徳は未だ先公ほど高くはありませんのに、速やかにその命を改めておられます。臣にはそれを良しとする理由が分かりません。州民が命に従い、四海の民が帰順してくれるのは、我らが晋室を奉じていたからに他なりません。今、殿下は自らを尊称しておりますが、これでは中外が離心してしまいます。そうなれば、この一隅の地でどうやって天下の強敵と拒む事が出来ましょう！」と諫言すると、張祚は激怒して闕下において斬り殺した。
同年、将軍和昊に兵を与えて南山に割拠する驪靬戎の討伐を命じたが、和昊は大敗して帰還した。
3月、東晋の太尉桓温が前秦へ侵攻すると、隴西を鎮守していた前涼の秦州刺史王擢は桓温に呼応して陳倉を攻めた。6月、桓温が撤退を開始すると、前秦の丞相苻雄は陳倉に進んで王擢を破り、王擢は略陽に敗走した。
桓温が入関した折、王擢は張祚の下へ急使を送り、桓温が用兵に巧みでその勢いは謀り知れないと告げた。張祚は桓温が前涼まで襲来するのではないかと恐れ、また王擢が桓温に協力して反抗するのではないかと憂慮した。その為、以前罷免していた馬岌を召喚してもとの地位に戻し、共に対策を練った。さらに、密かに人を派遣して王擢を暗殺させようとしたが、事前に発覚してしまい失敗した。張祚はさらに恐れ、大軍を集めて東征すると称し、実際には西へ赴いて敦煌に拠点を移そうと考えた。だが、桓温が撤退した事により、結局実行には移されなかった。
10月、平東将軍秦州刺史牛覇・司兵張芳に兵3千を与えて王擢を討伐させた。11月、牛覇らはこれを破り、王擢を前秦へ敗走させた。
建興43年（355年）5月、国内において季節外れの雨雪が降り、霜が発生して農作物や果実が大きな被害を受け、凍死する者も出た。

### 張瓘挙兵
7月、宗族である河州刺史張瓘は枹罕に鎮し、強大な兵力を有していた。張祚はこれを疎ましく思い、枹罕の守備を張掖郡太守索孚に交代するよう命じ、張瓘には反乱を起こした胡人の討伐を命じた。さらに、側近の将軍易揣・張玲に歩騎万3千を与え、密かに張瓘の討伐を命じた。また、大々的に徴兵を行うと、30道余りから兵を南山へ侵攻させ、諸々の夷を討伐させた。
神道によって名を知られていた張掖出身の王鸞は張祚へ「この軍が出撃すれば、必ずや帰還する事は出来ないでしょう。涼国の危機をもたらしますぞ」と諫め、三つの不道を陳述した。張祚はこれに激怒し、妖言を為したとして王鸞を処断し、三軍を出発させた。刑に臨むと王鸞は「我が死して20日と経たず、外では軍が敗れ、内では王が死ぬ。必ずな！」と言い放った。張祚は王鸞の一族を全員誅殺した。これにより、衆人は張祚が必ず敗れると悟ったという。
この事が張瓘の耳に入ると、赴任してきた索孚を殺害して張祚討伐の兵を挙げた。また、州郡に檄を飛ばして「張祚を廃し、涼寧侯耀霊を復位させよう」と触れ回った。この時、易揣・張玲の軍は河を渡り始めていたが、張瓘は頃合いを見計らって奇襲し、これを撃ち破った。易揣らは単騎で逃亡を図ったが、張瓘は追撃を仕掛けた。この事実が姑臧に届くと、城内は大混乱に陥った。
8月、驃騎将軍宋混は、兄の宋脩と張祚がかねてより対立していたので、禍を恐れて弟の宋澄と共に西へ逃亡した。そこで1万人余りの兵を纏め上げると、張瓘に呼応して姑臧へ進軍した。張瓘らが張耀霊の復位を掲げている事を知ると、張祚は配下の楊秋胡を派遣して張耀霊捕縛を命じた。楊秋胡は東苑において張耀霊を捕らえて殺害し、遺体を沙坑において埋めた。哀公と諡した。

### 最期
9月、宋混が姑臧に逼迫した。張祚は張瓘の弟である張琚と子の張嵩を捕らえて殺そうとしたが、張琚らに事前に漏れてしまった。その為、張琚らは市において数百人をかき集めると「張祚は無道であり、我が兄は大軍を率いて城東へ迫っている。敢えてこれに逆らう者は三族を誅す！」と宣言した。これにより張祚の衆は四散してしまい、張祚は神雀観に逃れた。張琚らはそのまま西門へ赴くと、門兵400人余りを殺し、城門を開いて宋混軍を迎え入れた。
張祚の側近であった領軍将軍趙長・張璹らは禍を恐れ、宮門を開いて宋混らに寝返った。さらに、閣へ入ると馬氏（張重華の母）を呼び寄せて謙光殿に向かい、張祚を廃して張玄靚を主に立てると宣言し、罪を免れようとした。宋混らは遂に入殿を果たすと、みな万歳と叫んだ。その声は張祚にも聞こえ、彼は趙長らが宋混を破ったのだと思い、これを労おうと思って覗いてみたが、宋混らの姿があったので驚いた。その為、殿上において剣を振り回し、力戦するよう左右の者に大呼した。だが、張祚は既に人心を失っており、彼の為に戦う兵など1人もいなかった。趙長は槊を使って張祚に斬りかかり、その頬に当たった。張祚は万秋閣へ逃れたが、厨士徐黒により殺された。宋混らは張祚を晒し首にして内外に示し、その屍を道端に曝した。これを知ると、城内ではみなが万歳を唱えたという。趙長らもまた、兵を率いて入殿してきた易揣らに捕らえられ、殺害された。張祚は庶人の礼で葬られ、2人の子も処刑された。
張天錫が即位すると、張祚は礼を備えて愍陵において改葬され、威王と追諡された。また、子の張庭堅は金沢侯に任じられた。

## 逸話
張祚は諸々の神祀を廃したので、山川は枯竭した。また五都尉を設置したが、その役人が強姦などの狼藉を働き、それは過ぎたるものがあった。四品以下は衣や絹を得られず、庶民は家畜や奴婢を得られず、車馬に乗る他なかった。これにより、百姓の怨憤は国中に広がったという。

## 怪異譚
- 張祚が王位を称したその夜、天に車蓋のような光が現れ、雷霆のような音を発し、城邑を震動させた。翌日、大風により木が引き抜かれ、黒気が起こって日中にもかかわらず闇に包まれた。これ以降も、このような災異がしばしば発生したという。
- 張瓘討伐の兵を派遣した折、玄武殿において神が降臨し、自らを玄冥と称して人と語り合った。張祚はその夜に彼に祈りを捧げると、神は『福利を与えよう』と告げたので、張祚はこれを深く信じた。

## 宗室

### 妻妾
- 王后辛氏
- 王后叱干氏

### 子
- 張泰和
- 張庭堅

## 年号
1. 建興：353年 - 354年
2. 和平：354年 - 355年